# Bel·lusaure

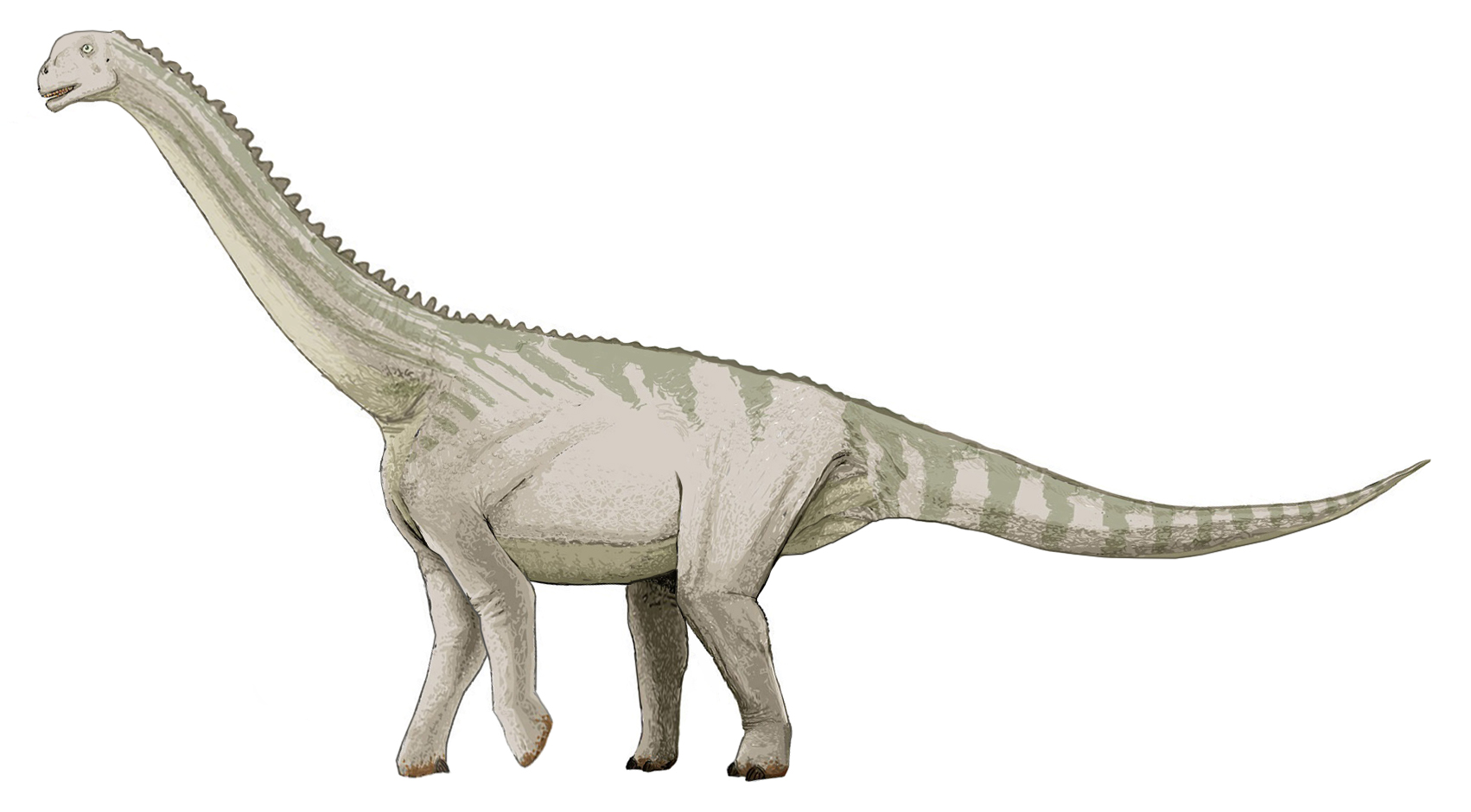
Representació artística de Bellusaurus

El bel·lusaure (Bellusaurus, "llangardaix bell") és un gènere de dinosaure sauròpode petit i amb el coll curt que va viure al Juràssic mitjà. Feia uns 4,8 metres de longitud. Les seves restes fòssils foren trobades a les roques de la formació de Shishugou al nord-est de la conca Junggar a la Xina.

## Descobriment i espècies
L'espècie tipus (i única coneguda) és Bellusaurus sui, descrita per Chao l'any 1987. Es van trobar disset individus en una única pedrera, fet que suggereix que un ramat va ser eliminat per una riuada. Algunes característiques suggereixen que tots ells podrien haver sigut joves.